# Ніч тамплієра
Ніч тамплієра (англ. Night of the Templar) — американський фільм жахів режисера Пола Семпсона.

## Сюжет
Середньовічний лицар відроджується з мертвих з бажанням виконати свою клятву: він жадає кровопролиття і помсти тим, хто зрадив його в минулому. Протягом ночі кривдники будуть розкриті: вони зустрінуть свою доленосну відплату.

## У ролях
- Пол Семпсон — Лорд Грегуар /Джейк Маккаллістер
- Девід Керрадайн — Крамар
- Удо Кір — Отець Пол
- Норман Рідус — Генрі Флеш
- Біллі Драго — Шона
- Макс Перліх — Бенуа дворецький
- Нік Джеймісон — Лорд Рено
- Джек Доннер — Великий Магістр
- Інгрід Сонрей — Емі
- Ліза Глів — Ешлі
- Софі Норман — Селін
- Мері Крістіна Браун — Джапоніко
- Храч Тітізіан — Мелкон
- Ассаф Коен — Мінас